# Haynes-Gletscher
Der Haynes-Gletscher ist ein großer Gletscher im westantarktischen Marie-Byrd-Land. Er fließt östlich des Mount Murphy zum Crosson-Schelfeis an der Walgreen-Küste.
Der United States Geological Survey kartierte ihn anhand eigener Vermessungen und Luftaufnahmen der United States Navy aus den Jahren von 1959 bis 1966. Das Advisory Committee on Antarctic Names benannte ihn 1976 nach Major John W. Haynes (1932–2011) vom United States Marine Corps, Pilot bei der Operation Deep Freeze der Jahre 1967 und 1968, der am 1. Januar 1967 einen Flug über den hier beschriebenen Gletscher zur Erstellung weiterer Luftaufnahmen durchführte.